# Abdank II
Abdank II (Machowski) – polski herb szlachecki, odmiana herbu Abdank.

## Opis herbu
Opis zgodnie z klasycznymi regułami blazonowania:
W polu czerwonym łękawica srebrna. Klejnot: pół lwa złotego w prawo, trzymającego w łapach godło.

## Najwcześniejsze wzmianki
XV wiek. Lwa w klejnocie otrzymał Mikołaj Machowski od cesarza Rzymsko-Niemieckiego

## Herbowni
Dwie rodziny herbownych:
Chmielnicki, Machowski.

### Znani herbowni
- Sebastian Machowski (pułkownik)